# Бруно Марс
Питър Джийн Ернандес, познат със сценичния си псевдоним Бруно Марс, е американски певец, автор на песни, хореограф и продуцент.
Отраства в квартал Уайкики в музикално семейство в Хонолулу Първите докосвания на Марс с музиката датират от ранната му възраст, изпълнява в разни музикални заведения в родния си град, докато е още подрастващ. Завършва гимназия и отива в Лос Анджелис, за да прави кариера в музиката. Прави авторски екип, наречен Смийзингтонс. Има неуспешен опит за развитие с „Мотаун Рекърдс“, но подписва с „Атлантик“ през 2009 г. Изработва си репутация като солов изпълнител, след като допринася с гласа си за песните Nothin'On You на Би-Оу-Би и Billionaire на Трави Маккой, които имат световен успех, и за които той, заедно с тях, пише извивките. Продуцентската му формула му разрешава – на него и на продуцентския му екип, да работят с арсенал от музиканти от различни жанрове.
Познат е с участието си в песните Nothin' on You на B.o.B и Billionaire на Travie McCoy, както и с неговия световен хит сингъл Just the Way You Are. Участва също в написването на хитове като Right Round на Фло Райда. Прави няколко песни, които се радват на голям брой посещения в сайта за видеосподеляне YouTube – The Lazy Song, Grenade, It Will Rain и Mirror с участието на Лил Уейн.

## Биография
Роден е под името Питър Джийн Ернандес на 8 октомври 1985 г. в Хонолулу, щата Хаваи. Отраства в квартал Уайкики в Хонолулу. Син е на Питър Ернандес и Бернадет (Бърни) Сан Педро Байо (р. 14 август 1957 г. в Манила, умира на 1 юни 2013 г. в Хонолулу). Баща му е наполовина пуерториканец, наполовина ашкеназки евреин (от Украйна и Унгария), по произход от Бруклин, Ню Йорк. Майка му пристига в Хавай от Филипинските острови, когато е още дете, и е от филипински произход, с далечно испанско родство. Родителите му се запознават на спектакъл, в който майка му е танцьорка на хула (традиционен хавайски танц), а баща му изпълнява перкусиите. На 2-годишна възраст той е наречен Бруно от баща си, тъй като прилича на професионалния борец Бруно Самартино.
Марс произлиза от музикално семейство с общо 6 деца, което го излага на микс от реге, рок, хип-хоп и ритъм енд блус. Майка му е танцьорка и певица, а баща му използва музикалните му способности, за да пее рокендрола на Литъл Ричард. Чичото на Марс е имитатор на Елвис Пресли и той окуражава тригодишния Марс да прави изпълнения на сцената. Марс също започва да изпълнява песни на величия като Майкъл Джексън, Айли Брадърс и Темптейшънс. На 4 години започва да пее 5 дни в седмицата за семейната група „Лов Ноутс“, с която става известен на острова като имитатор на Пресли. През 1990 г. е включен в „Мидуийк“ като Малкия Елвис и получава малка роля във филма Honeymoon in Vegas.
Времето, прекарано в имитации на Пресли, както и неговите изпълнителски техники, оказват голям ефект върху музикалната еволюция на Марс. По-късно се захваща за китарата, тъй като е вдъхновен от Джими Хендрикс. През 2010 г. също така признава, че хавайските му корени и музикалното му семейство са влияние в музиката му. Обяснява как „Израстването в Хаваите ме направи човека, който съм днес. Имах много представления в Хаваите с групата на баща му. Всеки в семейството ми пееше, всеки свиреше на инструменти...“. Когато влиза в гимназия „Президент Теодор Рузвелт“, се включва в групата „Скул Бойс“. През 2003 г., малко след завършването на гимназията, се мести в Лос Анджелис, Калифорния, за да почне професионално израстване. Тогава е на 17 години. Приема сценичното си име от прякора Марс, който му дава баща му, обяснявайки: „Имах чувството, че нямам привлекателност, а и много момичета казваха, че не живея на този свят, и така май излезе, че съм от Марс“.
| „                                                                                             | Работил съм като музикант в Хаваи и никога не съм имал проблеми с плащането на наема. А после казвах „Сега съм в Лос Анджелис и телефонът ми се изключва.“ Тогава действителността си показа зъбите. Започнах работа като диджей. Беше някаква глупост. Казах на определен човек, че мога да съм диджей, тъй като можеше да ми плащат 75 долара в кеш, под масата. Не знаех какво е това да си диджей. Не след дълго се разделих с работата. | “ |
| Марс, който говори за опита си в Лос Анджелис, където се опитва да направи музикална кариера. | |   |

Скоро след като се премества в Лос Анджелис, Марс подписва с „Мотаун Рекърдс“ през 2004 г., в сделка, която „нямаше никакво развитие“. Марс обаче има късмет с „Мотаун“, тъй като се запознава с автора на песни и продуцент Филип Лорънс, който също работи в компанията. След като Марс е изпуснат от „Юнивърсъл Мотаун“, по-малко от година след подписването, той остава в Ел Ей и се сдобива с договор за музикално издаване през 2005 г., заедно със Стив Линдзи и Кемърън Стренг в „Уестсайд Индепендънт“.
Линдзи, който показва на Джеф Баскър и Марс похватите в писането на поп музика, му помага да се научи на занаята. Баскър, който се запознава с Марс чрез Майк Лин (от отдел „Творчество и репертоар“ в „Афтърмат Ентъртейнмънт“ на Доктор Дре, пръв прослушал демозапис на Марс чрез сестра му и настанил го в Ел Ей), обяснява: „Той ни беше като наставник и по някакъв начин ни даваше лекции за това какво е хитова поппесен. Това е така, защото може да имаш талант и музикална способност, но да разбереш какво е хитова поп песен е изцяло друга дисциплина“. Стив Линдзи е отговорен за „задържането на Бруно Марс в продължение на 5 години, докато научават целия каталог на хитовата музика“. Същевременно Марс свири кавър песни в група, основана край Лос Анджелис, заедно с Баскър и Ерик Ернандес (брат на Марс, който става барабанист на „Хулиганс“).
Когато Лорънс за първи път решава, че трябва да се срещне с Марс, той отначало подхожда с неохота, тъй като няма пари даже да си плати автобусния билет. Кийт Херис, барабанистът на „Блек Айд Пийс“, му казва: „Каквото ти струва, за да стигнеш дотук, аз ще ти го платя“. Лорънс отговаря: „Просто ми дай 5 долара за автобуса на връщане“. Двамата започват да си сътрудничат, пишейки песни за Марс, но нямат късмет и получават много откази от компаниите, където кандидатстват. Те са на ръба да се откажат, когато им се обажда Брендън Крийд, който тогава търси песни за възродената Менудо. Той харесва песента Lost, която е написана за Марс. Дуетът не иска да издава песента, но щом получават предложение за $20 000 за нея, те се съгласяват. Продажбата на песента им позволява да продължат да работят и Марс и Лорънс решават, че ще пишат и продуцират песни за други творци.
През 2006 г. Лорънс запознава Марс с бъдещия му мениджър в „Творчество и репертоар“ в „Атлантик Рекърдс“ Ерън Бей-Шък. След като слуша няколко негови песни, акомпанирани с китара, Бей-Шък иска да го привлече незабавно, но на „Атлантик“ му трябват 3 години, преди да подпише с Марс, тъй като тогава счита, че още е много рано и Марс трябва още да се развива като творец.
Дебютният му студиен албум Doo-Wops & Hooligans е издаден на 4 октомври2010 г. Той стига № 3 в Билборд 200, подкрепен от световните номер-едно сингли Just the Way You Are и Grenade, както и от сингъла The Lazy Song. Албумът е номиниран за 7 награди Грами, от които печели „Най-добро поп вокално изпълнение“ за Just The Way You Are. През 2011 г. издава песен, която се върти единствено по радиостанциите, наречена I Was Only Dancing. Вторият му албум, Unorthodox Jukebox, излиза през 2012 г. и се изкачва до първа позиция в САЩ, Обединеното кралство и други международни музикални пазари. Той печели награда Грами за „Най-добър поп вокален албум“. Албумът дава международните сингли Locked Out of Heaven, When I Was Your Man и Treasure.
На 11 декември 2012 г. излиза вторият му студиен албум Unorthodox Jukebox. Първият сингъл се казва Locked Out of Heaven и излиза на 1 октомври 2012 г. Песента става номер 1 в класациите на много държави. На 15 януари 2013 г. излиза вторият сингъл от албума When I Was Your Man, който пожънва същия успех като първия сингъл. На 10 май 2013 г. е издаден третият сингъл, който се казва Treasure. Бруно Марс казва в своята уеб страница, че на 25 август 2013 г. на Наградите на MTV за видеоклипове за 2013 ще изпълни четвъртия сингъл от Unorthodox Jukebox, Gorilla На 56-ата церемония на наградите Грами на 26 януари 2014 г. албумът печели приза за Best Pop Vocal Album.
По време на певческата си кариера Марс се сдобива с 2 награди Грами, а от албумите му се продават 11 милиона броя и 68 милиона от синглите му. За 4 от синглите му се счита, че са сред най-добре продаваните сингли на всички времена. Марс е нареждан сред най-успешните индивидуални музиканти в света, достигнал 5 номер едно сингъла в Хот 100 на Билборд от началото на кариерата му през 2010 г., което е по-бързо от кой да е друг певец след Елвис Пресли насам. През 2011 г. Марс е обявен от списанието Тайм сред „100-те най-влиятелни личности в света“. През 2014 г. е поставен под № 1 на класацията Форбс „30 под 30“. Номиниран е за „Топ музикант на годината“ на Музикалните награди на „Билборд“ през май 2014 г.
В музикалната си кариера Бруно Марс има 15 награди „Грами“ от 31 номинации.

## Албуми
- Doo-Wops & Hooligans (2010)
- Unorthodox Jukebox (2012)
- 24К Magic (2016)

## Сингли
- 2010 – Just the Way You Are
- 2010 – Grenade
- 2011 – The Lazy Song
- 2011 – Marry You
- 2011 – It Will Rain
- 2012 – Locked Out of Heaven
- 2013 – When I Was Your Man
- 2013 – Treasure
- 2013 – Gorilla
- 2017 – 24K Magic
- 2018 – Finesse

## Турнета
- Doo-Wops & Hooligans World Tour (2010 – 2012)
- The Moonshine Jungle World Tour (2013 – 2014)
- 24K Magic World Tour (started 2017)